# Olivia Holt
Olivia Hastings Holt (født 5. august 1997) er en amerikansk teenageskuespiller og sanger, bedst kendt for sin rolle som Kim i Disney XD-serien Kickin' It, og for sin hovedrolle i Disney original movie Pige mod Monster.

## Tidlige liv og karriere
Holt blev født i Germantown, Tennessee, som barn af Mark og Kim Holt. Hun har en lillebror ved navn Cade. I en alder af 3, flyttede hendes familie til Nesbit, Mississippi hvor hun voksede op kortvarig efter at have boet i Memphis. Holt nyder gymnastik og cheerleading, og optræder pt. i Disney XD-serien Kickin' It.
Pt. bor hun i Los Angeles, Californien sammen med sin familie.
Holt begyndte sin skuespilkarriere ved at optræde i lokale teaterproduktioner. Hun har optrådt i forskellige tv-reklamer, bl.a for Hasbro, Kidz Bop 14, Mattel, Bratz, Littlest Pet Shop, samt for Girl Gourmet.
Holt gik på audition til Disney XD's tv-serie Kickin' It, som havde premiere i 2011. På grund af hendes gymnastikfærdigheder, modtog hun et opkald fra producerne og blev en del af serien samme år. Holt havde hovedrollen i Disney Channel-filmenPige mod Monster. Hun spiller hovedpersonen Skylar Lewis, en teenagepige som opdager at hendes familie i længere tid har arbejdet som monsterjægere, og at hun er den næste i rækken. Filmen havde premiere i oktober 2012. Hun indspillede 3 sange til filmen, som senere blev udgivet som en del af Make Your Mark: Ultimate Playlist. Hun har også sunget hendes version af Winter Wonderland til Disney Channel Holiday Playlist-albummet i 2011.
I 2017 blev hun castet i tv-serien Cloak and Dagger i rollen som Tandy Bowen/Dagger. Serien blev vist på freeform i juni 2018.

## Filmografi
| År   | Titel            | Rolle        | Noter                         |
| ---- | ---------------- | ------------ | ----------------------------- |
| 2009 | Black & Blue     | Claire       | Supporting role               |
| 2012 | Pige mod Monster | Skylar Lewis | Disney Channel Original Movie |

| År    | Titel            | Rolle           | Noter                                                         |
| ----- | ---------------- | --------------- | ------------------------------------------------------------- |
| 2010  | My Life          | Hende selv      | Disney XD-dokumentar                                          |
| 2011– | Kickin' it       | Kim Crawford    | Hovedrolle; Disney XD-serie                                   |
| 2011  | KarTV            | Hende selv/Vært | "Jingle Bell Rock by Rockboard Scooters" (sæson 1, episode 3) |
| 2014- | I Didn't Do It   | Lindy Watson    | Disney Channel                                                |
| 2018- | Cloak and Dagger | Tandy Bowen     | Marvel                                                        |

## Diskografi

### Promoveringssingler
| Sang             | År   | Album                             |
| ---------------- | ---- | --------------------------------- |
| "Had Me @ Hello" | 2012 | Make Your Mark: Ultimate Playlist |

### Andre optrædener
| Titel                              | År   | Album                             |
| ---------------------------------- | ---- | --------------------------------- |
| "Winter Wonderland"                | 2012 | Disney Channel Holiday Playlist   |
| "Fearless"                         | 2012 | Make Your Mark: Ultimate Playlist |
| "Nothing's Gonna Stop Me Now"      | 2012 | Make Your Mark: Ultimate Playlist |
| "These Boots Are Made for Walkin'" | 2013 | Shake It Up: I <3 Dance           |